# Lagmannen, Värmland
Lagmannen är en sjö i Hagfors kommun i Värmland och ingår i Göta älvs huvudavrinningsområde.